# Parti démocratique de l'indépendance
Le Parti démocratique de l'indépendance (PDI, également connu sous le nom : Parti de la Choura et de l'Istiqlal, arabe : حزب الشورى و الاستقلال) est un parti politique marocain créé en 1946 par le nationaliste Mohamed Hassan Ouazzani. Son actuel secrétaire général est Ahmed Belghazi.

## Participations aux élections

### Législatives
Lors des législatives de 1963, le PDI a rejoint, avec le Mouvement populaire, le parti créé par Ahmed Reda Guedira, le Front pour la défense des institutions constitutionnelles (FDIC). Cette formation a obtenu la majorité avec 69 sièges sur les 144 de la chambre des représentants. Lors du scrutin de 1970, avec son appellation Parti démocrate constitutionnel (PDC), le parti a obtenu 2 sièges.
Aux scrutins de 1977 et 1984, le PDI n'a obtenu aucun siège. Lors des élections législatives de 1993, le Parti démocratique de l'indépendance a obtenu sous la présidence d'Abdelwahed Maâch, 9 sièges, puis, un seul siège aux législatives de 1997.
Lors des élections législatives de 2002, le parti a obtenu deux sièges au parlement. Aux scrutins de 2007 et 2011, le PDI n'a obtenu aucun siège.
| Législatives                  | 1963   | 1970  | 1977  | 1984  | 1993  | 1997  | 2002  | 2007  | 2011  |
| Nombre de sièges              | 69/144 | 2/240 | 0/264 | 0/306 | 9/333 | 1/325 | 2/325 | 0/325 | 0/395 |
| Rang                          | 1er    | 4e    | --    | --    | 9e    | 15e   | 19e   | --    | --    |
| Participation au gouvernement | oui    | non   | non   | non   | non   | non   | non   | non   | non   |